# IC 316
IC 316 ist ein interagierendes Galaxienpaar im Sternbild Perseus am Nordsternhimmel. Es ist schätzungsweise 139 Millionen Lichtjahre von der Milchstraße entfernt.

Das Objekt wurde am 14. September 1888 vom US-amerikanischen Astronomen Lewis Swift entdeckt.